# Nollywood TV Epic
Nollywood TV Epic créée par THEMA et lancée en 2017 est la deuxième chaîne de télévision privée francophone consacrée au cinéma et aux séries du Nigeria Nollywood TV Epic.

## Histoire de la chaîne
Après la création de la chaîne Nollywood TV, le 5 octobre 2012 par la société THEMA, la société décide de créer en 2017 une nouvelle chaîne Nollywood TV Epic,.

## Diffusion
Nollywood TV Epic est diffusé en Afrique, en Europe et dans l'Océan Indien.

### Satellite
- Les Bouquets Canal+ : canal 49
- Présence dans Le Bouquet Africain[7]
- Free[8] : canal 468
- Molotov TV : canal 5
- Liste des chaînes de SFR : 857

## Identité visuelle (logo)

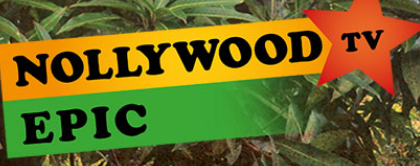
Ancien logo de Nollywood TV Epic
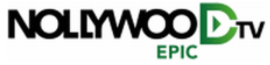
Nouveau logo de Nollywood TV Epic en 2021